# 荷州
荷州，辽朝时设置州。
辽太宗天显年间设置荷州，治所不详，地望在遼寧省中南部。荷州是《武经总要》中契丹以熟女真设置的十七州之一，与其他十六州一样，设置于天显元年（926年）或者天显四年（929年），治所在今遼寧省中南部。荷州到辽末已经被废除。